# NGC 7167
NGC 7167 (другие обозначения — PGC 67816, ESO 532-9, MCG -4-52-1, AM 2157-245, IRAS21576-2452) — спиральная галактика с перемычкой (SBc) в созвездии Водолей.
Этот объект входит в число перечисленных в оригинальной редакции «Нового общего каталога».